# In questa città (Max Pezzali)
In questa città è un singolo del cantautore italiano Max Pezzali, pubblicato l'8 novembre 2019 come secondo estratto dall'album Qualcosa di nuovo.

## Descrizione
La canzone è incentrata su Roma, di cui vengono citati diversi luoghi, come Tomba di Nerone, Trastevere e il Gianicolo.
La copertina del singolo è stata disegnata da Zerocalcare, il fumettista romano che non ha mai nascosto la sua grande passione per l'ex cantante degli 883.
Il 20 dicembre 2019 è stata rilasciata su tutte le piattaforme digitali una nuova versione del brano, intitolata In questa città (Roma Milano Remix), in collaborazione con Ketama126.

## Video musicale
Nel videoclip, diretto da Giorgio Testi, Max Pezzali gira per Roma, visitando i luoghi più belli della città. Alla fine del video, sul Gianicolo, appare anche Hilo, il figlio del cantautore pavese. In seguito è stato pubblicato anche il video del remix del brano.

## Tracce
Download digitale
1. In questa città – 3:39

Download digitale – Roma Milano Remix
1. In questa città (feat. Ketama126) (Roma Milano Remix) – 3:09